# Código negro
Código negro fue una miniserie de televisión de drama y suspenso policial argentina emitida por Canal 7. La trama narra la historia de una pareja de policías que deben resolver juntos los crímenes más atroces de los últimos tiempos que se presentan en su área de trabajo. Estuvo protagonizada por Juan Gil Navarro, Maite Zumelzú, Alejandro Awada, María Socas y Fito Yanelli. Fue estrenada el 30 de octubre de 2001.

## Sinopsis
La historia arranca con el asesinato del embajador Pablo Fiorenze y el oficial a cargo del caso sufrió un infarto, por lo cual Ramos, el jefe de la División Homicidios de la Policía designa a Sabrina, su sobrina, como la nueva responsable del caso y quien proviene del área de Robos y Hurtos, sin embargo, no estará sola para hacer el trabajo, sino que estará acompañada por Juan Carlos, que es el otro oficial al mando de la investigación y a medida que pasan los crímenes su relación se irá tensando, creando conflictos entre ellos. Sabrina, también contará con la ayuda del suboficial Ramos y atrás de ellos estará Laura, una ambiciosa periodista de televisión que buscará los últimos detalles de cada crimen para impulsar su carrera.

## Elenco

### Principal
- Juan Gil Navarro como Juan Carlos Rizzo
- Maite Zumelzú como Sabrina Torres
- Alejandro Awada como Cuevas
- María Socas como Laura Cohen
- Fito Yanelli como Ramos

### Participaciones
- Enrique Liporace
- Luis Luque
- Juan Palomino
- Favio Posca
- Fabián Gianola
- Valeria Britos

## Recepción

### Comentario de la crítica
En una reseña para el diario La Nación, Marcelo Stiletano calificó a la serie como «regular» y comentó que «no hay desajustes técnicos apreciables, la cámara se desplaza ágilmente acompañando a los protagonistas y el sonido directo se registra sin distorsión alguna en las secuencias rodadas en exteriores», sin embargo, develó que el problema de la serie se encuentra en este punto, ya que «la historia descansa demasiado en estos aspectos». Además, destacó la actuaciones de Awada, Yanelli y Socas, mientras que las interpretaciones de Gil Navarro y Zumelzú estaban yendo por un camino errático al igual que el guion. Por otro lado, el periódico Clarín escribió que «la propuesta de Código negro se inscribe en lo más tradicional del policial. Con una negritud ortodoxamente previsible y una realización prolija pero imposibilitada de liberarse de las más rancias convenciones del género».